# Punto Blanco

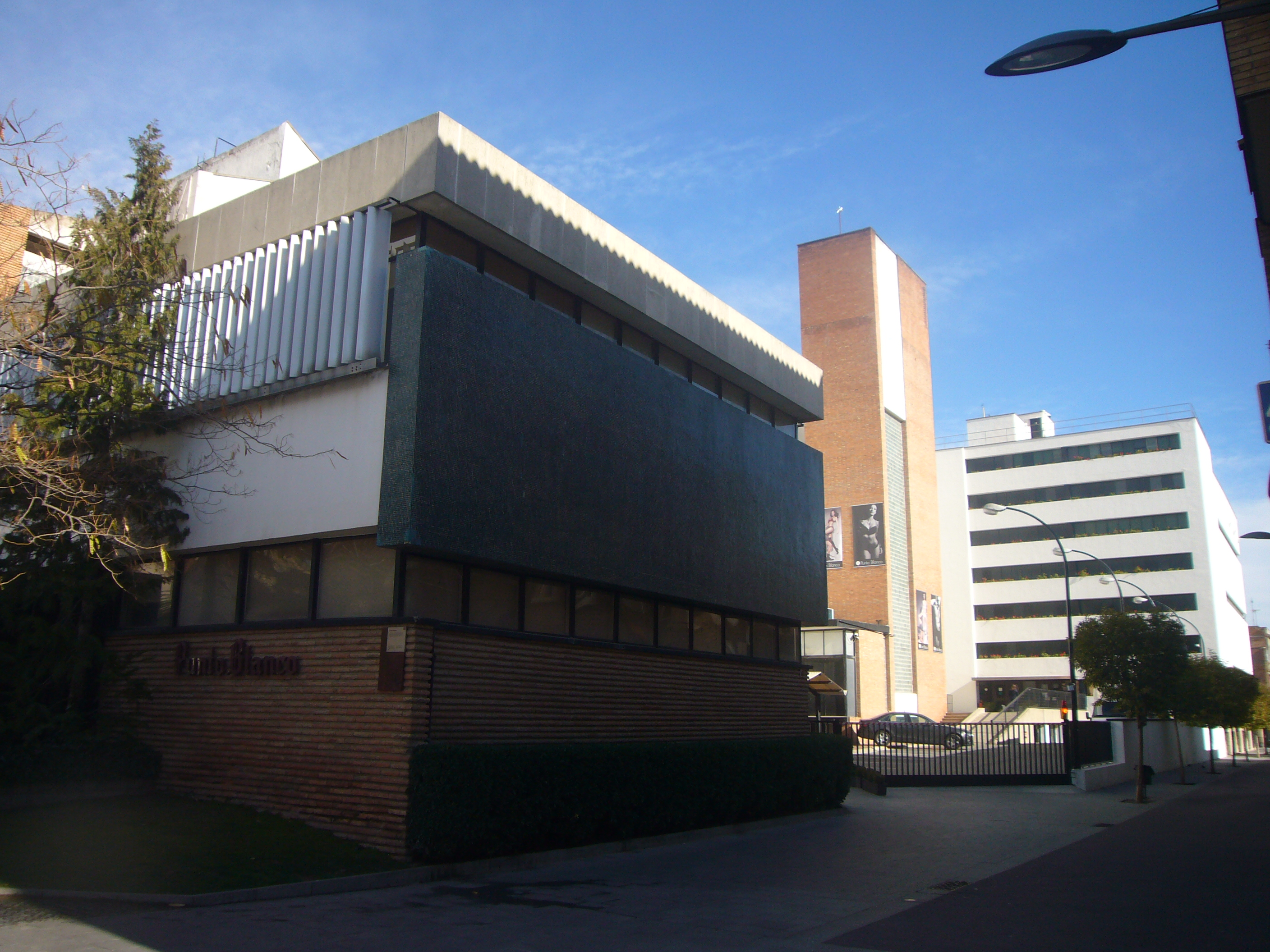
Fábrica Punto Blanco, en Igualada, obra de 1956

Punto Blanco, la marca más conocida de la sociedad anónima Industrias Valls y fundada en 1948 en Igualada, se dedica a la fabricación y comercialización de calcetines y ropa interior. Exporta a más de 35 países y las ventas internacionales suponen un 15% del total. 
Punto Blanco forma parte de la Corporación Empresarial Valls, grupo que cuenta con otras empresas como Grafopack, otras empresas de confección, hilatura y género de punto y otras marcas textiles como Cóndor, Donna,   Marum y Point.  Punto Blanco, además de tener un outlet en Igualada, también tiene una red de tiendas propias.
El edificio de Punto Blanco es de estilo racionalista construido en la década de los años 50 y se encuentra situado en el centro de Igualada ocupando una superficie de 10 000 m² repartidos en varias plantas. El edificio tiene techo de diente de sierra y la fachada está decorada por el ceramista Jordi Aguadé i Clos,  el arquitecto fue Robert Terradas i Via. por el contrario las áreas logísticas y de almacenaje se encuentran en otro edificio de 11 000 m² situado en un polígono industrial de Òdena . 